# Niels Christian Møller
Niels Christian Møller (født 27. juli 1935 på Frederiksberg, død 30. juni 2018) var en dansk civilingeniør og fhv. administrerende direktør.
Han var søn af tandlæge Niels Erik Møller (død 1948) og hustru Agnete født Dreyer, blev student fra Øregård Gymnasium 1953, cand.polyt. 1958 og tog skandinavisk brygmestereksamen 1959. Møller blev ansat i Alfred Jørgensen, Gæringsfysiologisk Laboratorium A/S 1960, blev medlem af bestyrelsen 1965 og administrerende direktør 1968, hvilket han var til 1990.
17. juli 1974 ægtede han Lene Bro, født Møller. Parret blev senere skilt.